# تلمبه شهریار میرزایی
تلمبه شهریار میرزایی یک منطقهٔ مسکونی در ایران است که در دهستان سمقان واقع شده‌است.